# Spectrum of the Seas (судно)
Spectrum of the Seas — круїзне судно належить до класу Quantum-UltraQuantum-Ultra, експлуатується Royal Caribbean International, є першим судном класу Quantum Ultra, модифікація компанії кораблів класу Quantum. Корабель був побудований на заводі Meyer Werft в Папенбурзі, Німеччина, і був доставлений у квітні 2019 року. Водотонажністю 169 379 GT, воно стало п'ятим за величиною судном у флоті за валовою місткістю після доставки. Зараз працює в основному у Східній Азії.

## Історія

### Планування

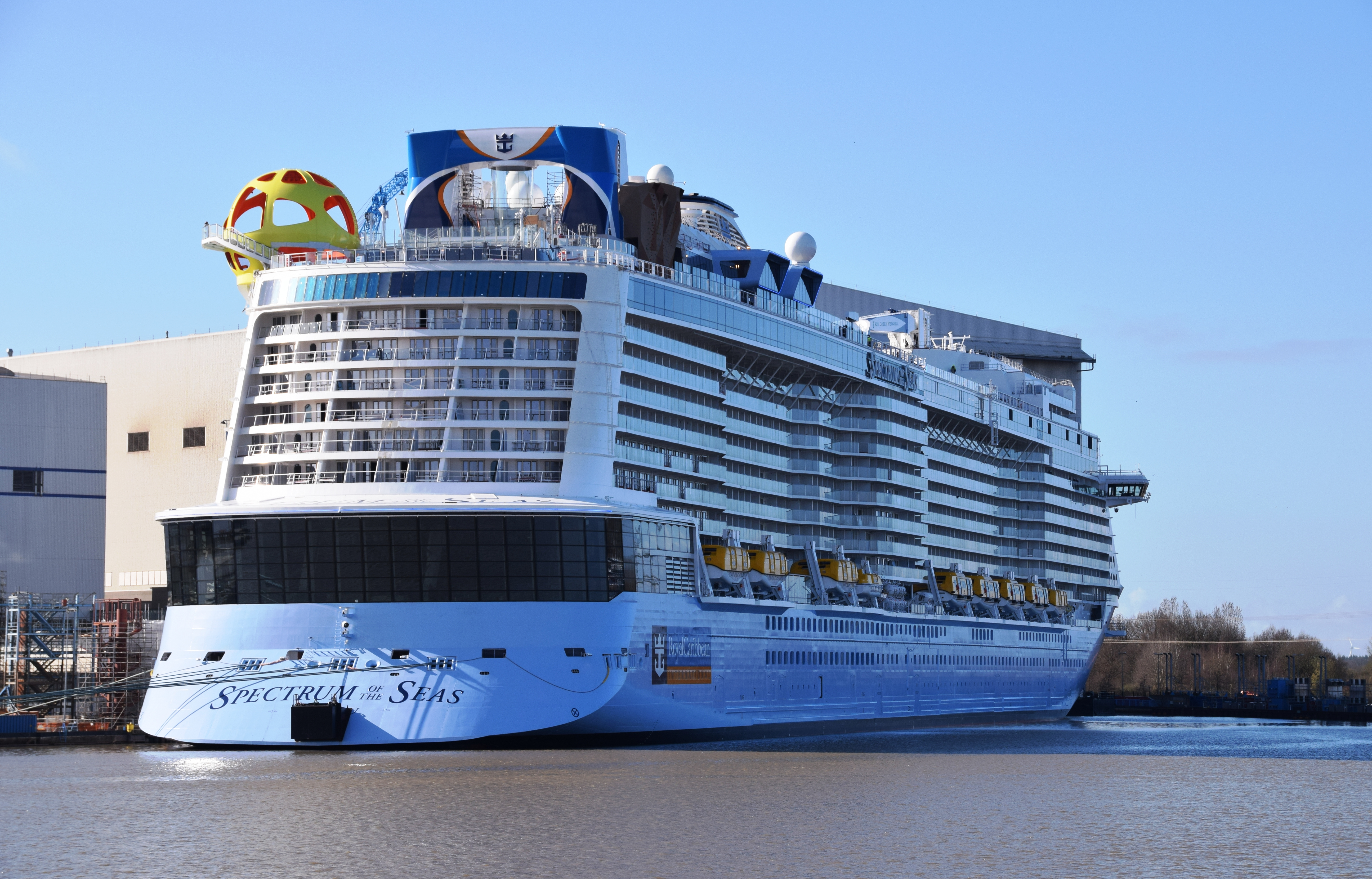
Вид ззаду на спектр морів

7 травня 2015 року Royal Caribbean опублікувала оголошення про угоду, укладену з Meyer Werft щодо замовлення четвертого корабля класу Quantum із запланованим введенням в експлуатацію 2019 року. 16 серпня 2017 року перший круїзний лайнер Royal Caribbean Quantum Ultra назвав Spectrum of the Seas. Того ж дня Майкл Бейлі, президент і генеральний директор Royal Caribbean, підтвердив оголошення, зроблене раніше у квітні 2017 року, що судно буде базуватися на китайському ринку та матиме розміщення та пропозиції, спеціально розроблені для Азійсько-Тихоокеанського регіону.

### Будівництво
Будівництво розпочалося з церемонії різання сталі 16 серпня 2017 року. Закладка кіля відбулася 8 листопада 2017 року. У той же день також була присвячена церемонія монети, на якій монета була покладена під перший блок із 74 блоків, які складали судно. Spectrum of the Seas відплив із верфі Meyer Werft у Папенбурзі 25 лютого 2019 року, готовий до встановлення обшивки воронки на пірсі для облаштування верфі. Перевезення судна вгору по річці Емс для його ходових випробувань у Північному морі почалося 20 березня 2019 року і завершилося наступного дня, коли воно прибуло в Емсхафен.